# Antonio Machado Álvarez
Antonio Machado Álvarez, més conegut pel seu pseudònim, Demófilo (Santiago de Compostela, 6 d'abril de 1846 – Sevilla, 4 de febrer de 1893), va ser un escriptor, antropòleg i folklorista espanyol. Era fill del metge i naturalista Antonio Machado y Núñez i el pare dels poetes Manuel Machado i Antonio Machado.

## Biografia
Va estudiar Filosofia i Dret a la Universitat de Sevilla. El seu mestre Federico de Castro li mostrà les idees de l'evolucionisme i del krausisme. Ocupà interinament la càtedra de Metafísica en la Universitat de Sevilla i exercí també com a jutge municipal. Va ser nomenat catedràtic de folklore a la Institución Libre de Enseñanza (Madrid).

## Obres
- Obras Completas, ed. Enrique Baltanás, Sevilla, Biblioteca de Autores Sevillanos, 2005, 3 vols.
- Biblioteca de las Tradiciones Populares Españolas, Sevilla: Francisco Álvarez y Cª, 1883–1886 (Madrid: Est. Tip. de Ricardo Fé) 1882 a 1888, once vols. Conté: t. I: Introducción / Antonio Machado Álvarez. Fiestas y costumbres andaluzas / Montoto y Rautenstrauch. Cuentos populares / Antonio Machado Álvarez. II: El folk-Lore de Madrid / per Eugenio de Olavarria y Huarte. Juegos infantiles de Extremadura / arreplegats i anotats per Sergio Hernández de Soto. De los maleficios y los demonios / de Juan Nyder, trad. del llatí per J. Mª Montoto y Vigil. III: El mito del basilisco / Guichot. Continuación de los juegos infantiles de Extremadura / Sergio Hernández de Soto. De los maleficios y los demonios. IV: Folk-Lore gallego / E. Pardo Bazán y otros escritores de Galicia. Conclusión de los maleficios y continuación de fiestas y costumbres andaluzas. V: Estudios sobre literatura popular, primera parte / Antonio Machado Álvarez. VI: Apuntes para un mapa topográfico-tradicional de la villa de Burguillos perteneciente a la provincia de Badajoz / por Matías R. Martínez. Tradiciones de Extremadura / C.A.D. VII: Cancionero popular gallego y en particular de la provincia de La Coruña: tomo I / José Pérez Ballesteros. VIII. A rosa na vida dos povos / Cecilia Schmidt Branco. Folk-lore de Proaza / L. Giner Arivan. IX: Cancionero popular gallego y en particular de la provincia de La Coruña: tomo II / José Pérez Ballesteros. X. Cuentos populares de Extremadura / recogidos y anotados por Sergio Hernández de Soto. XI: Cancionero popular gallego y en particular de la provincia de La Coruña: tomo III / José Pérez Ballesteros. A partir del t. II el ed. pasa a ser Alejandro Guichot y Compañía. Posteriormente, desde el t. VII la colección es editada en Madrid en la Librería de Fernando Fé.
- «El folclore del niño», en España, 1885–1886, tomos CV–CVI.
- Colección de cantes flamencos, 1881; molt reimprès, per exemple com Cantes flamencos recogidos y anotados M., Ediciones Cultura Hispánica, 1975.
- Colección de enigmas y adivinanzas, 1833.
- Batallas del libre pensamiento, 1885.
- Artículos varios, 1904, volumen I de les seues Obras completas.
- Junt a Federico de Castro, Cuentos, leyendas y costumbres populares, 1872.
- Adivinanzas francesas y españolas Sevilla, 1881 (Imp. de El Mercantil Sevillano).